# Мехмед Хуршид паша Арнавуд
Мехмед Хуршид паша Арнавуд (на турски: Ali Paşa, Hacı, Kütahyalı/Germiyanoğlu) е османски офицер и чиновник.

## Биография
По произход е албанец и затова носи прякора Арнавуд, тоест арнаутин. От април до юли 1852 г. е мухафъз на Белградската крепост Калемегдан. На 14 септември 1852 година (или през юли 1852) става валия на Босненски еялет и остава на поста до 26 октомври 1856 година (или до септември 1856 г.). От 1857 до 1860 година е валия на Сидон.
Умира в 1876 година.